# Mühle Glashütte
Die Firma Mühle Glashütte ist ein im 19. Jahrhundert entstandener deutscher Hersteller von mechanischen Armbanduhren im Luxussegment, nautischen Instrumenten und Messgeräten mit Sitz in Glashütte (Sachsen). Heute wird der Betrieb unter der Firmenbezeichnung Mühle-Glashütte GmbH nautische Instrumente und Feinmechanik von Nachkommen des Firmengründers geführt.

## Unternehmensgeschichte

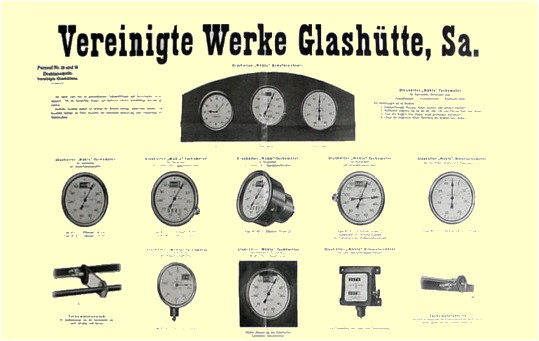
Werbeprospekt des Unternehmens aus den 1920er Jahren

### 1868–1945
Das Unternehmen wurde 1868 von Robert Mühle unter dem Namen Robert Mühle & Sohn gegründet.
Der Firmengründer wurde 1841 in Lauenstein geboren und absolvierte eine Ausbildung als Werkzeugmacher in der Uhrenmanufaktur von Karl Moritz Großmann. Nach seiner Lehre machte er sich selbständig und gründete ein eigenes Unternehmen. Hergestellt wurden Präzisionsmessgeräte für die Glashütter Uhrenindustrie und die Deutsche Uhrmacherschule Glashütte. 
Als spezialisierter Hersteller war Robert Mühle & Sohn Teil des von Ferdinand Adolph Lange initiierten Glashütter Verlagssystems. Dieses sah eine strikte Aufteilung der Uhrenproduktion in klar definierte Arbeitsbereiche vor, wobei einzelne Produktionsstufen von spezialisierten Fachkräften übernommen wurden. Mühle war in dieses Konzept als Hersteller von Zehntel-, Zwanzigstel- und Fünfzigstelmaßen, Mikrometer, Rädermaßen, Fasermaßen, Unruhabgleichmaschinen und verschiedenen Schmirgelwerkzeugen eingebunden.
Unter der Führung seiner Söhne Paul, Alfred und Max Mühle erweiterte das Unternehmen seine Produktpalette. Seit den 1920er Jahren wurden auch Mess- und Anzeigeinstrumente für Fahrzeuge wie Autouhren, Geschwindigkeits- und Drehzahlmesser bei „Rob. Mühle & Sohn“ gefertigt. Diese kamen nicht nur in Automobilen der Marken Horch, Maybach und DKW zum Einsatz, auch BMW-Motorräder wurden mit Mühle-Tachometern ausgestattet. Bereits am 14. Januar 1920 hatte sich die Firma Robert Mühle & Sohn mit zwei weiteren Herstellern zu den Vereinigten Glashütter Rechenmachinenfabriken, Tachometer- und Feinmechanische Werke Arthur Burkhardt & Cie. – „Saxonia“ Schumann & Cie.- Robert Mühle & Sohn zusammengeschlossen.
Im Zweiten Weltkrieg wurden Tachometer und Autouhren von „Rob. Mühle & Sohn“ in Panzern und anderen motorisierten Fahrzeugen der deutschen Wehrmacht verwendet. Als technologisch hochentwickeltes Unternehmen wurde der Familienbetrieb wie auch die anderen Glashütter Uhren- und Präzisionsgerätehersteller auf Befehl der sowjetischen Besatzungsmacht nach Kriegsende demontiert und die meisten Maschinen, Werkzeuge und Konstruktionsunterlagen in die Sowjetunion abtransportiert. Die verbleibenden Reste des Betriebes wurden unter dem Namen „Messtechnik Glashütte“ an die Zeiss-Werke Jena angegliedert.

### 1945–1990
Im Dezember 1945 gelang es Hans Mühle, einem Enkel des Firmengründers, den Betrieb neu aufzubauen. Unter der neuen Firmierung Hans Mühle Glashütte erfolgte die Produktion von Druck- und Temperaturmessgeräten sowie Lauf- und Hemmwerken für die im Wiederaufbau befindliche Glashütter Uhrenindustrie.
Nach dem Tod seines Vaters übernahm Hans-Jürgen Mühle (* 1941) 1970 die Leitung des privaten Unternehmens. 1972 wurde der Familienbetrieb im Rahmen der Überführung aller noch bestehenden privaten Unternehmen der DDR zwangsverstaatlicht. Die in Volkseigentum überführte Firma Mühle wurde 1980 in den VEB Glashütter Uhrenbetriebe (GUB) eingegliedert. Hans-Jürgen Mühle blieb jedoch weiterhin im Betrieb tätig, zunächst als Vertriebsleiter, ab 1990 als einer von fünf Geschäftsführern der GUB.

### 1990–heute

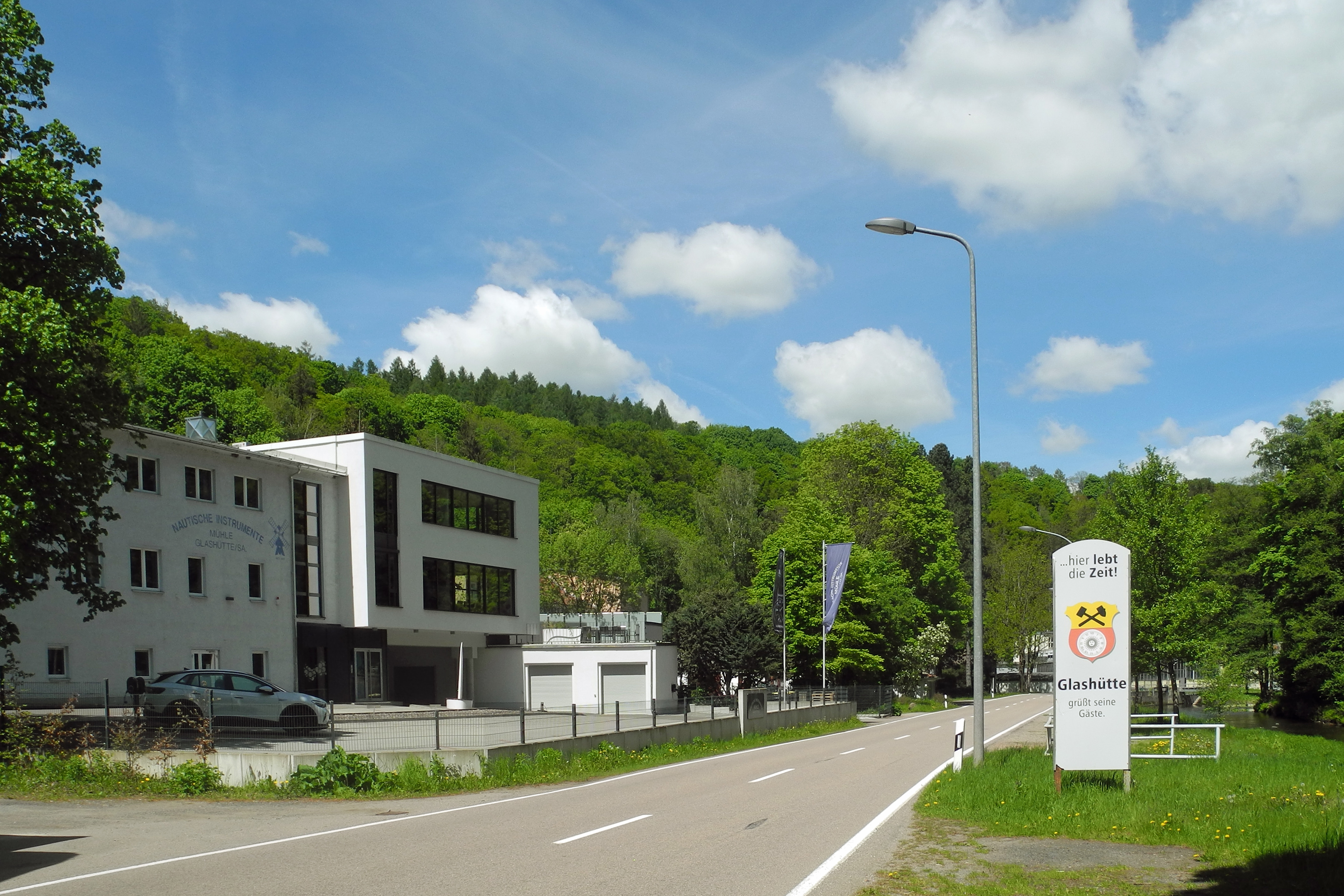
Firmensitz in Glashütte/Sa.

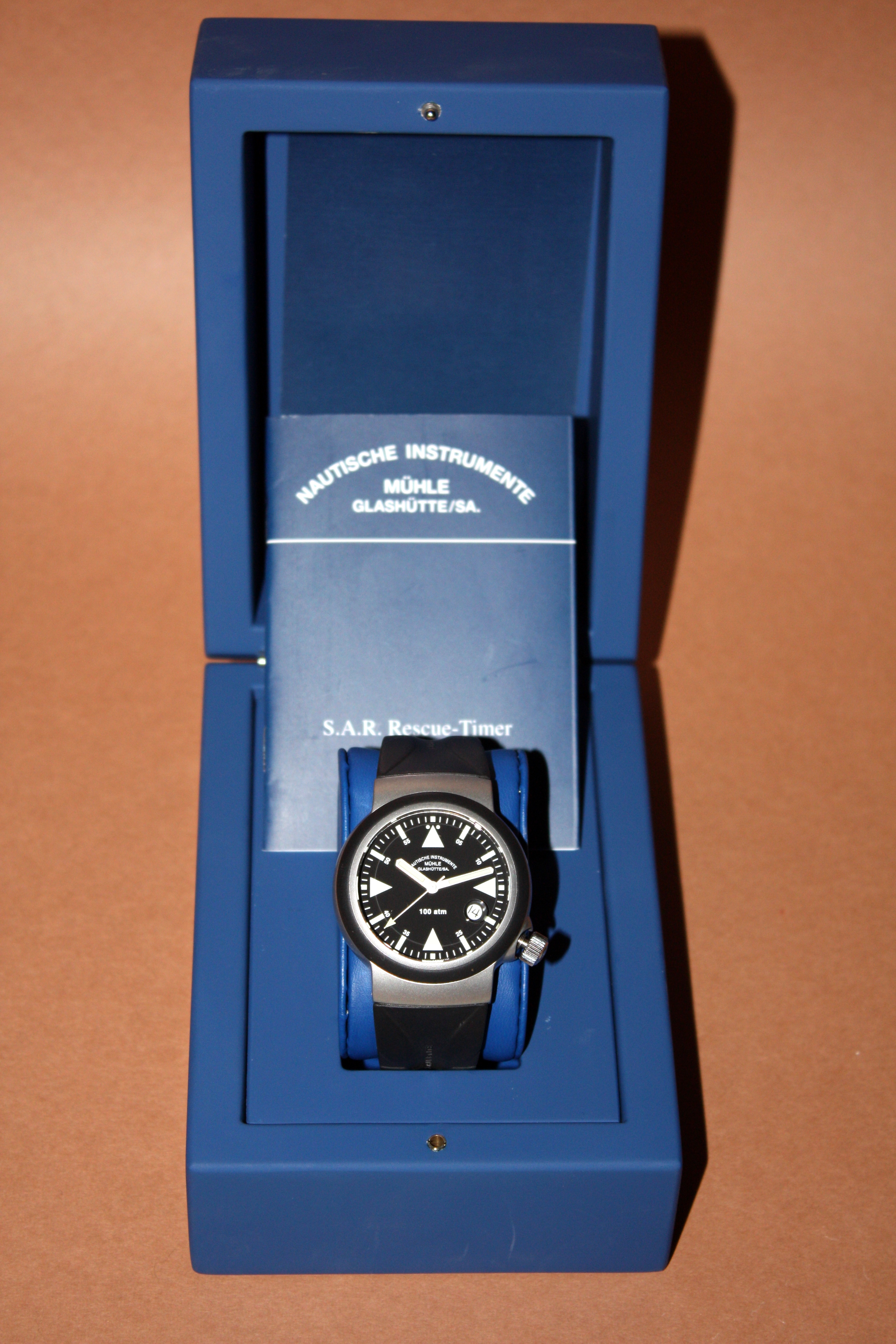
Mühle-Armbanduhr

Im Zuge der Privatisierung der ehemals volkseigenen Betriebe der DDR kam es nach der  Wiedervereinigung Deutschlands auch in Glashütte zu grundlegenden strukturellen Veränderungen der Uhrenindustrie. Der ehemals volkseigene VEB Glashütter Uhrenbetriebe (GUB) wurde zur Glashütter Uhrenbetrieb GmbH.
1994 schied Hans-Jürgen Mühle aus dieser GmbH aus und meldete das Familienunternehmen seiner Vorfahren unter dem Namen Mühle-Glashütte GmbH nautische Instrumente und Feinmechanik wieder als eigenständige Firma an. Anfangs wurden nur professionelle Marinechronometer, Schiffsuhren und andere nautische Instrumente wie Baro- oder Hygrometer hergestellt, was sich noch im aktuellen Firmennamen widerspiegelt.
1996 wurde die Produktion auf Automatik-Armbanduhren auf der Grundlage von Schweizer Werken, überwiegend der Hersteller ETA und Valjoux erweitert. Diese bildet heute das Kerngeschäft von Mühle-Glashütte. Im Jahr 2000 trat Hans-Jürgen Mühles Sohn Thilo Mühle (* 1968) in das Familienunternehmen ein.
2005 kam es mit den Uhrenhersteller Nomos Glashütte zu einem Rechtsstreit darüber, ob die Arbeiten an den Uhrwerken der sogenannten „Glashütte-Regel“, d. h. 50 Prozent der Wertschöpfung müssen in Glashütte erzielt werden, genügten. Der Firma Mühle wurde vorgeworfen, die Herkunftsbezeichnung „Glashütte“ zu Unrecht zu verwenden, da die in den Mühle-Uhren verwendeten Uhrwerke nicht vor Ort hergestellt, sondern zugekauft seien. Im Zuge dieses Rechtsstreits wurde Mühle zunächst zu einer Vertragsstrafe von 63 Millionen Euro verurteilt und musste 2007 Insolvenz anmelden.
Dank eines Insolvenzplans wurde das Insolvenzverfahren im März 2008 eingestellt. Nach einer erneuten gerichtlichen Entscheidung und Einigung mit dem Konkurrenten Nomos darf Mühle die Angabe „Glashütte“ im Namen weiter verwenden, nachdem festgestellt wurde, dass alle vertriebenen Uhren inzwischen die Anforderungen an die Herkunftsbezeichnung erfüllen.
Seit 2007 leitet Thilo Mühle die Geschäfte in fünfter Generation. Unterstützung erhält er seit 2024 von seinen beiden Kindern. Fanny Mühle verantwortet die Leitung Vertrieb und die Kundenbetreuung. Dustin Mühle führt als Ingenieur die Abteilung Fertigung und leitet die Manufaktur.
Zum Doppeljubiläum von Mühle 2024 gab es im Deutschen Uhrenmuseum Glashütte eine Foyer-Ausstellung.

## Uhrenmodelle
Die Firma Mühle stellt heute Stahluhren im mittleren Preissegment her. Es bestehen vier Produktlinien: nautische Armbanduhren, klassische Uhren mit Handaufzug, sportliche Instrumentenuhren und limitierte Sondereditionen.

## Herkunftsbezeichnung „Glashütte“ für Uhren
Am 22. Februar 2022 trat die „Verordnung zum Schutz der geographischen Herkunftsangabe Glashütte“ in Kraft Damit gilt: Die Herkunftsangabe „Glashütte“ darf im geschäftlichen Verkehr nur für solche Uhren verwendet werden, die im Herkunftsgebiet hergestellt worden sind. Das Herkunftsgebiet umfasst folgende Gebiete im Freistaat Sachsen:  die Stadt Glashütte, die Ortsteile Bärenstein und Lauenstein der Stadt Altenberg für die Zulieferung und Veredlung sowie Dresden für bestimmte Veredlungsschritte.